# Charles Woodruff Yost

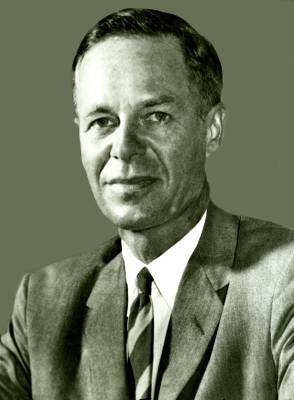
Charles Woodruff Yost

Charles Woodruff Yost (* 6. November 1907 in Watertown, Jefferson County, New York; † 21. Mai 1981 in Washington, D.C.) war ein US-amerikanischer Diplomat.

## Biografie
Nach dem Besuch der Hotchkiss School in Lakeville (Connecticut) studierte er an der Princeton University und schloss dieses Studium 1928 mit einem Bachelor of Arts (B.A.) ab. Nach einem Postgraduiertenstudium an der École des Hautes Etudes International in Paris trat er in den diplomatischen Dienst ein.
Zunächst war er von 1932 bis 1933 Vizekonsul in Warschau und danach mehrere Jahre Mitarbeiter des Außenministeriums (State Department). Nach dem Zweiten Weltkrieg war er 1946 für kurze Zeit US-Botschafter ad interim in Thailand und wurde noch im gleichen Jahr Konsularsekretär in Prag und dann 1947 in Wien. 1949 war er Sonderassistent des Sonderbotschafters des Außenministeriums und dann von 1949 bis 1950 Direktor des Büros für Osteuropaangelegenheiten des Außenministeriums.
1950 wurde er Botschaftsrat an der Botschaft in Athen und war danach zwischen 1953 und 1954 Stellvertretender Leiter der Botschaft in Wien. 1954 bis 1956 war er zunächst Botschafter in Laos, ehe er bis 1957 Gesandtschaftsrat in Paris war. Nach einer kurzen Zeit als Botschafter in Syrien war er von 1958 bis 1961 Botschafter in Marokko. Von 1961 bis 1966 war er Stellvertretender Ständiger Vertreter bei den Vereinten Nationen in New York City.
1969 wurde er von US-Präsident Lyndon B. Johnson zum Botschafter der Vereinigten Staaten bei den Vereinten Nationen ernannt und behielt dieses Amt auch unter Johnsons Nachfolger Richard Nixon bis 1971.

## Veröffentlichungen
Seine Erfahrungen und Erlebnisse als Diplomat schilderte Yost in mehreren Büchern wie:
- The Age of Triumph and Frustration: Modern Dialogues (1964)
- The Insecurity of Nations: International Relations in the Twentieth Century (1968)
- The Conduct and Misconduct of Foreign Affairs (1972)
- History and Memory (1980)